# Folke Frölén
Folke Frölén (né le 25 février 1908 à Eskilstuna et mort le 6 novembre 2002 à Umeå) est un cavalier suédois.

## Biographie
Folke Frölén est membre de l'équipe olympique des Suède de concours complet qui est championne olympique aux Jeux olympiques d'été de 1952 à Helsinki.